# Монголија на Светском првенству у атлетици у дворани 2012.
Монголија је учествовала на Светском првенству у атлетици у дворани 2012. одржаном у Истанбулу од 9. до 11. марта трећи пут. Репрезентацију Монголије представљала су два такмичара (1 мушкарац и 1 жена), који су се такмичили у две дисциплине.
Монголија није освојила ниједну медаљу али је Achitbileg Battulga оборио лични рекорд.

## Учесници
| Мушкарци: - Achitbileg Battulga — 60 м | Жене: - Munguntuya Batgerel — 400 м |  |

## Резултати

### Мушкарци
| Атлетичар           | Дисциплина | Лични рекорд | Квалификације | Квалификације | Полуфинале           | Полуфинале           | Финале               | Финале  | Детаљи |
| Атлетичар           | Дисциплина | Лични рекорд | Резултат      | Место         | Резултат             | Место                | Резултат             | Место   | Детаљи |
| ------------------- | ---------- | ------------ | ------------- | ------------- | -------------------- | -------------------- | -------------------- | ------- | ------ |
| Achitbileg Battulga | 60 м       |              | 7,03 ЛР       | 3. у гр. 6    | Није се квалификовао | Није се квалификовао | Није се квалификовао | 30 / 60 |        |

### Жене
| Атлетичарка         | Дисциплина | Лични рекорд | Квалификације   | Квалификације   | Полуфинале            | Полуфинале            | Финале                | Финале                | Детаљи |
| Атлетичарка         | Дисциплина | Лични рекорд | Резултат        | Место           | Резултат              | Место                 | Резултат              | Место                 | Детаљи |
| ------------------- | ---------- | ------------ | --------------- | --------------- | --------------------- | --------------------- | --------------------- | --------------------- | ------ |
| Munguntuya Batgerel | 400 м      | 57,84 НР     | Дисквалифкована | Дисквалифкована | Није се квалификовала | Није се квалификовала | Није се квалификовала | Није се квалификовала |        |